# Джонсвилл (Луизиана)
Джонсвилл (англ. Jonesville) — городок (town), крупнейший населённый пункт прихода Катахула (штат Луизиана, США). Единственный населённый пункт прихода, имеющий статус крупнее деревни.

## География
Джонсвилл расположен в восточной части Луизианы на месте слияния рек Уошито, Тенсас и Литл. Площадь города составляет 4,9 км², открытых водных пространств нет. Средняя высота над уровнем моря — 17 метров.

## Демография
2000 год
Население — 2469 человек, 916 домохозяйств, 620 семей. Расовый состав: белые — 39,8%, негры и афроамериканцы — 59,2 %, коренные американцы — 0,3 %, азиаты — 0,1 %, смешанные расы — 0,7 %, латиноамериканцы (любой расы) — 1,0 %. 29,5 % жителей были в возрасте младше 18 лет, 9,3 % — от 18 до 24 лет, 26,2 % — от 25 до 44 лет, 18,7 % — от 45 до 64 лет и 16,3 % жителей были в возрасте 65 лет и старше. Средний возраст жителя Джонсвилла составлял 35,0 лет. На каждые 100 женщин приходилось 84,7 мужчин, причём на каждые 100 совершеннолетних женщин приходилось 74,5 совершеннолетних мужчин. Средний доход семьи составлял 23 462 доллара в год, 31,1 % семей и 36,8 % жителей находились за чертой бедности.
2010 год
Население — 2265 человек. Расовый состав: белые — 30,9 %, негры и афроамериканцы — 67,7 %, коренные американцы — 0,2 %, азиаты — менее 0,1 %, прочие расы — 0,7 %, смешанные расы — 0,5 %, латиноамериканцы (любой расы) — 1,4 %.
2012
По оценочным данным в Джонсвилле проживало 2229 человек. Средний возраст жителя — 35,7 лет (в среднем по Луизиане — 38,5 лет).
2016
По оценочным данным в Джонсвилле проживало 2128 человек.